# Friedrich Wilhelm Scanzoni von Lichtenfels
Friedrich Wilhelm Scanzoni von Lichtenfels (Praga, 21 dicembre 1821 – Glonn, 12 giugno 1891) è stato un ginecologo tedesco.

## Biografia
Studiò medicina a Praga e trascorse la maggior parte della sua carriera professionale come presidente di ostetricia (1850-1888) presso l'Università di Würzburg, dove prese il posto di Franz Kiwisch von Rotterau.
Scanzoni era un'autorità importante dell'ostetricia nell'Europa del XIX secolo. È ricordato per la sua procedura di nascita conosciuta come la "manovra Scanzoni". Nel 1849 fu un fattore importante nella nomina di Rudolf Virchow presso l'Università di Würzburg. Era un critico ardente di Ignác Semmelweis. Tuttavia, negli anni successivi, si convinse che il lavoro di Semmelweis fosse corretto, ma non lo disse subito.

## Opere principali
- Die geburtshilflichen Operationen, 1852.
- Beiträge zur Geburtskunde und Gynäkologie, sette volumi (1854–73).
- Die Krankheiten der weiblichen Brüste und Harnwerkzeuge, seconda edizione 1859.
- Kompendium der Geburtshilfe, seconda edizione 1861.
- Die chronische Metritis , 1863.
- Lehrbuch für Geburtshilfe, quarta edizione 1867.
- Lehrbuch der Krankheiten der weiblichen Sexualorgane , quinta edizione 1875.[4]